# Савет федерације (СФРЈ)
Савет федерације (мкд. Советот на Федерацијата; словен. Svet federacije) је био саветодавно тело у Социјалистичкој Федеративној Републици Југославији (ФФРЈ), које је постојало од 1963. до 1991. и бавило се разматрањем питања опште политике.
Уведен је Уставом СФРЈ усвојеним 7. априла 1963. године. Седнице савета сазивао је председник Републике, а касније председник Председништва СФРЈ. Чланове Савета федерације бирало је, на предлог Председника Републике (касније Председништва СФРЈ), Скупштина СФРЈ. За чланове Савета федерације бирани су бивши савезни и републички функционери, функционери друштвено-политичких и других организација, истакнуте личности, народни хероји и др. Мандат чланова Савета федерације трајао је четири године.
Усвајањем амандамана на Устав СФРЈ, које је Скупштина СФРЈ изгласала 25. новембра 1988, предвиђено је укидање Савета федерације до 1. јануара 1991. године. Одбијањем делегата Савезног већа Скупштине СФРЈ да изгласа предлог Председништва СФРЈ о реизбору 39 чланова Савета федерације, 28. децембра 1988. Севет федерације наставио је да постоји само са делом чланова чији је мандат трајао до децембра 1990, односно до 1. јануара 1991. године.
Седиште Савета федерације налазило се у згради Савезне скупштине, где су одржаване и седнице Савета. Последња седница Савета федерације одржана је 12. априла 1990. године.
Поред Савета федерације у СФРЈ је постојао и Савет народне одбране.

## Списак чланова 1963—1974.

### 1963—1967.
Списак чланова првог сазива Савета федерације које је 30. јуна 1963. изабрала Савезна народна скупштина:
1. Иво Андрић
2. Љупчо Арсов
3. Виктор Авбељ
4. Спасенија Цана Бабовић
5. Владимир Бакарић
6. Милутин Балтић
7. Анка Берус
8. Јаков Блажевић
9. Звонко Бркић
10. Јован Веселинов
11. Јосип Видмар
12. Вељко Влаховић
13. Светозар Вукмановић
14. Страхил Гигов
15. Иван Гошњак
16. Александар Грличков
17. Угљеша Даниловић
18. Ратко Дугоњић
19. Веселин Ђурановић
20. Блажо Ђуричић
21. Вељко Зековић
22. Борис Зихерл
23. Ђурица Јојкић
24. Блажо Јовановић
25. Осман Карабеговић
26. Едвард Кардељ
27. Лазар Колишевски
28. Иван Стево Крајачић
29. Борис Крајгер
30. Мирослав Крлежа
31. Франц Лескошек
32. Иван Мачек
33. Миха Маринко
34. Милош Минић
35. Карло Мразовић
36. Андрија Мугоша
37. Душан Мугоша
38. Ђоко Пајковић
39. Слободан Пенезић Крцун
40. Душан Петровић Шане
41. Коча Поповић
42. Милентије Поповић
43. Владимир Поповић
44. Ђуро Пуцар
45. Александар Ранковић
46. Иван Рибар
47. Никола Секулић
48. Владимир Симић
49. Видоје Смилевски
50. Петар Стамболић
51. Синиша Станковић
52. Светислав Стефановић Ћећа
53. Велимир Стојнић
54. Благоје Талески
55. Геза Тиквицки
56. Мијалко Тодоровић
57. Вида Томшич
58. Фадиљ Хоџа
59. Авдо Хумо
60. Крсте Црвенковски
61. Маријан Цветковић
62. Родољуб Чолаковић
63. Лидија Шентјурц
64. Пал Шоти
65. Мика Шпиљак
66. Али Шукрија

### 1967—1971.
Списак чланова другог сазива Савета федерације које је 18. маја 1967. изабрала Савезна скупштина:
1. Виктор Авбељ
2. Нисим Албахари
3. Иво Андрић
4. Михаило Апостолски
5. Љупчо Арсов
6. Антун Аугустинчић
7. Владимир Бакарић
8. Алеш Беблер
9. Влајко Беговић
10. Анка Берус
11. Јаков Блажевић
12. Богдан Брецељ
13. Звонко Бркић
14. Саво Брковић
15. Спасенија Цана Бабовић
16. Јован Веселинов
17. Јосип Видмар
18. Вељко Влаховић
19. Светозар Вукмановић
20. Страхил Гигов
21. Иван Гошњак
22. Оскар Давичо
23. Угљеша Даниловић
24. Пеко Дапчевић
25. Ратко Дугоњић
26. Борис Зихерл
27. Вељко Зековић
28. Славко Јаневски
29. Владо Јањић
30. Блажо Јовановић
31. Павле Јовићевић
32. Нико Јуринчић
33. Осман Карабеговић
34. Едвард Кардељ
35. Вељко Ковачевић
36. Лазар Колишевски
37. Иван Крајачић
38. Вицко Крстуловић
39. Михаило Лалић
40. Франц Лескошек
41. Мемед Малићи
42. Пашага Манџић
43. Миха Маринко
44. Иван Мачек
45. Вељко Милатовић
46. Милош Минић
47. Милутин Морача
48. Карло Мразовић
49. Андрија Мугоша
50. Душан Мугоша
51. Коста Нађ
52. Војин Николић
53. Богдан Орешчанин
54. Радо Пехачек
55. Душан Петровић Шане
56. Радо Пехачек
57. Крсто Попивода
58. Владо Поповић
59. Коча Поповић
60. Милентије Поповић, умро маја 1971.
61. Елисије Поповски
62. Ђуро Пуцар
63. Илија Рајачић
64. Марко Ристић
65. Иван Рукавина
66. Ида Сабо
67. Павле Савић
68. Владимир Симић
69. Видоје Смилевски
70. Ратко Софијанић, умро августа 1968.
71. Петар Стамболић
72. Борко Темелковски
73. Војо Тодоровић
74. Мијалко Тодоровић
75. Вида Томшич
76. Мито Хаџивасилев, умро августа 1968.
77. Фадиљ Хоџа
78. Јосип Хрнчевић
79. Авдо Хумо
80. Јосип Цази
81. Душан Чалић
82. Етхем Чамо
83. Родољуб Чолаковић
84. Владо Шегрт
85. Лидија Шентјурц
86. Пал Шоти
87. Мика Шпиљак

### 1971—1974.
Списак чланова трећег сазива Савета федерације које је 30. јула 1971. изабрала Савезна скупштина:
1. Виктор Авбељ
2. Нисим Албахари
3. Иво Андрић
4. Михаило Апостолски
5. Љупчо Арсов
6. Антун Аугустинчић
7. Вера Ацева
8. Спасенија Цана Бабовић
9. Филип Бајковић
10. Владимир Бакарић
11. Алеш Беблер
12. Влајко Беговић
13. Анка Берус
14. Богдан Брецељ
15. Звонко Бркић
16. Саво Брковић
17. Иво Вејвода
18. Јован Веселинов
19. Јосип Видмар
20. Вељко Влаховић
21. Тодор Вујасиновић
22. Светозар Вукмановић
23. Страхил Гигов
24. Иван Гошњак
25. Александар Грличков
26. Угљеша Даниловић
27. Пеко Дапчевић
28. Оскар Давичо
29. Боро Дрмончић
30. Вељко Зековић
31. Борис Зихерл
32. Милорад Зорић
33. Алберт Јакопич
34. Славко Јаневски
35. Владо Јанић Цапо
36. Ђурица Јојкић
37. Блажо Јовановић
38. Павле Јовићевић
39. Нико Јуринчић
40. Анте Јурјевић
41. Јово Капичић
42. Осман Карабеговић
43. Едвард Кардељ
44. Лазар Колишевски
45. Славко Комар
46. Вељко Ковачевић
47. Иван Крајачић
48. Вицко Крстуловић
49. Боге Кузмановски
50. Михаило Лалић
51. Војо Лековић
52. Франц Лескошек
53. Иван Мачек
54. Шефкет Маглајлић
55. Мехмед Малићи
56. Веселинка Малинска
57. Пашага Манџић
58. Миха Маринко
59. Слободан Марјановић
60. Мома Марковић
61. Цвијетин Мијатовић
62. Милош Минић
63. Милутин Морача
64. Карло Мразовић
65. Андрија Мугоша
66. Душан Мугоша
67. Ашим Мустафа
68. Коста Нађ
69. Војин Николић
70. Богдан Орешчанин
71. Ђоко Пајковић
72. Радован Папић
73. Радо Пехачек
74. Пуниша Перовић
75. Душан Петровић Шане
76. Крсто Попивода
77. Владимир Поповић, умро априла 1972.
78. Елисије Поповски, умро новембра 1972.
79. Ђуро Пуцар
80. Добривоје Радосављевић
81. Хиџет Рамадани
82. Петар Релић
83. Марко Ристић
84. Иван Рукавина
85. Ида Сабо
86. Павле Савић
87. Владимир Симић, умро децембра 1974.
88. Видоје Смилевски
89. Петар Стамболић
90. Велимир Стојнић
91. Борко Темелковски
92. Мијалко Тодоровић
93. Војо Тодоровић
94. Вида Томшич
95. Демир Фируз
96. Фадиљ Хоџа
97. Авдо Хумо
98. Јосип Хрнчевић
99. Јосип Цази
100. Душан Чалић
101. Родољуб Чолаковић
102. Едхем Чамо
103. Владо Шегрт
104. Лидија Шентјурц
105. Пал Шоти
106. Мика Шпиљак

Накнадно изабрани чланови Савета федерације:
1. Срђа Прица, изабран 21. јула 1972.[10]

## Списак чланова 1974—1990.

### Чланови изабрани 1974.
Списак чланова Савета федерације које је 26. децембра 1974. изабрала Скупштина СФРЈ:
1. Виктор Авбељ, разрешен јула 1978.[13]
2. Нисим Албахари
3. Иво Андрић, умро марта 1975.
4. Риста Антуновић
5. Михаило Апостолски
6. Антун Аугустинчић, умро маја 1979.
7. Лутво Ахметовић
8. Вера Ацева
9. Бранко Бабич
10. Филип Бајковић
11. Алеш Беблер
12. Димче Беловски, разрешен фебруара 1976.[14]
13. Анка Берус
14. Антун Бибер
15. Иван Божичевић
16. Петар Брајовић
17. Богдан Брецељ
18. Звонко Бркић, умро августа 1977.
19. Саво Брковић
20. Иван Ћиро Буковић
21. Иво Вејвода
22. Јован Веселинов
23. Вељко Влаховић, умро марта 1975.
24. Тодор Вујасиновић
25. Радован Вукановић
26. Светозар Вукмановић Темпо
27. Леон Гершковић
28. Велибор Глигорић, умро октобра 1977.
29. Иван Гошњак
30. Павле Грегорић
31. Радивој Давидовић Кепа
32. Оскар Давичо
33. Угљеша Даниловић
34. Вели Дева
35. Мито Димитровски
36. Илија Дошен
37. Блажо Ђуричић
38. Павле Жауцер
39. Живко Жижић, умро јула 1976.
40. Вељко Зековић
41. Борис Зихерл, умро фебруара 1976.
42. Љубо Илић
43. Славко Јаневски
44. Владо Јањић
45. Војин Јауковић
46. Србољуб Јосиповић
47. Блажо Јовановић, умро фебруара 1976.
48. Иса Јовановић
49. Павле Јовићевић
50. Десимир Јововић
51. Нико Јуринчић
52. Анте Јурјевић
53. Јово Капичић
54. Зденка Кидрич
55. Франц Кимовец
56. Ђуро Кладарин
57. Славко Комар
58. Блаже Конески
59. Вељко Ковачевић
60. Иван Крајачић
61. Вицко Крстуловић
62. Боге Кузмановски
63. Михаило Лалић
64. Данило Лекић
65. Воја Лековић
66. Франц Лескошек
67. Шефкет Маглајлић
68. Веселинка Малинска, разрешена јула 1978.[13]
69. Мехмет Малићи, разрешен јула 1978.[13]
70. Миха Маринко
71. Слободан Марјановић
72. Мома Марковић
73. Илија Матерић
74. Иван Мачек
75. Милосав Милосављевић
76. Милка Минић
77. Никола Минчев
78. Вељко Мићуновић
79. Милутин Морача
80. Карло Мразовић
81. Андрија Мугоша
82. Исмет Мујезиновић
83. Драгослав Мутаповић
84. Мара Нацева
85. Радисав Недељковић
86. Милијан Неоричић
87. Војин Николић
88. Грујо Новаковић
89. Ђоко Пајковић
90. Радован Папић
91. Марко Перичин
92. Пуниша Перовић
93. Радо Пехачек
94. Димитрије Писковић
95. Крсто Попивода
96. Миле Почуча
97. Срђа Прица
98. Ђуро Пуцар, умро априла 1979.
99. Добривоје Боби Радосављевић
100. Миливоје Радовановић Фарбин
101. Радомир Радујков
102. Марко Ристић
103. Пашко Ромац
104. Иван Рукавина
105. Јанко Рудолф
106. Ида Сабо, разрешена јула 1978.[13]
107. Павле Савић
108. Мира Светина
109. Велимир Стојнић
110. Хивзи Сулејмани
111. Борко Темелковски
112. Војо Тодоровић
113. Мијалко Тодоровић
114. Живојин Ћурчић, умро септембра 1975.
115. Тоне Фајфар
116. Салко Фејић
117. Демир Фируз, разрешен фебруара 1976.[14]
118. Мехмед Хоџа
119. Јосип Цази, умро новембра 1977.
120. Боса Цветић, умрла јануара 1975.
121. Душан Чалић
122. Љиљана Чаловска
123. Едхем Чамо
124. Расим Черкези
125. Родољуб Чолаковић
126. Реис Шакири
127. Исмет Шаћири
128. Владо Шегрт
129. Лидија Шентјурц
130. Јефто Шћепановић, умро августа 1978.

### Чланови изабрани 1976.
Списак чланова Савета федерације које је 11. фебруара 1976. изабрала Скупштина СФРЈ:
1. Мишо Павићевић

### Чланови изабрани 1978.
Списак чланова Савета федерације које је 11. јула 1978. изабрала Скупштина СФРЈ: Мандат изабраних чланова трајао је до 11. јула 1984. године.
1. Ристо Бајалски
2. Војин Бајовић
3. Борис Бакрач
4. Марко Белинић
5. Владо Божовић
6. Јоже Вилфан
7. Киро Глигоров
8. Пеко Дапчевић
9. Душан Ђурђић
10. Милорад Зорић
11. Радомир Коматина
12. Мирослав Крлежа, умро децембра 1981.
13. Милан Кртолица
14. Велибор Љујић
15. Вукалица Милутиновић
16. Милија Радовановић
17. Јосип Хрнчевић

### Чланови изабрани 1979.
Списак чланова Савета федерације које је 26. децембра 1979. изабрала Скупштина СФРЈ:
1. Нисим Албахари
2. Риста Антуновић
3. Михаило Апостолски
4. Лутво Ахметовић
5. Вера Ацева
6. Бранко Бабич
7. Филип Бајковић
8. Алеш Беблер, умро августа 1981.
9. Анка Берус
10. Антун Бибер
11. Иван Божичевић
12. Петар Брајовић
13. Богдан Брецељ
14. Саво Брковић
15. Иван Ћиро Буковић
16. Иво Вејвода
17. Јован Веселинов, умро фебруара 1982.
18. Тодор Вујасиновић
19. Радован Вукановић
20. Светозар Вукмановић Темпо
21. Леон Гершковић
22. Иван Гошњак, умро фебруара 1980.
23. Павле Грегорић
24. Радивој Давидовић Кепа
25. Оскар Давичо
26. Угљеша Даниловић
27. Мито Димитровски
28. Илија Дошен
29. Блажо Ђуричић
30. Павле Жауцер
31. Вељко Зековић
32. Љубо Илић
33. Славко Јаневски
34. Владо Јанић
35. Војин Јауковић
36. Иса Јовановић
37. Павле Јовићевић
38. Десимир Јововић
39. Србољуб Јосиповић
40. Нико Јуринчић
41. Анте Јурјевић
42. Јово Капичић
43. Пепца Кардељ
44. Данило Кекић
45. Јуро Керошевић
46. Зденка Кидрич
47. Франц Кимовец
48. Ђуро Кладарин
49. Вељко Ковачевић
50. Славко Комар
51. Блаже Конески
52. Иван Крајачић
53. Вицко Крстуловић
54. Боге Кузмановски
55. Милан Купрешанин
56. Михаило Лалић
57. Данило Лекић
58. Воја Лековић
59. Франц Лескошек
60. Шефкет Маглајлић
61. Миха Маринко
62. Слободан Марјановић
63. Мома Марковић
64. Илија Матерић
65. Иван Мачек
66. Милорад Милатовић
67. Есад Мекули
68. Милосав Милосављевић
69. Милка Минић
70. Никола Минчев
71. Вељко Мићуновић
72. Милутин Морача
73. Карло Мразовић
74. Андрија Мугоша
75. Исмет Мујезиновић
76. Драгослав Мутаповић
77. Мара Нацева
78. Радисав Недељковић
79. Милијан Неоричић
80. Војин Николић
81. Ђоко Пајковић
82. Радован Папић, умро јануара 1983.
83. Марко Перичин, умро децембра 1982.
84. Пуниша Перовић
85. Радо Пехачек
86. Димитрије Писковић
87. Крсто Попивода
88. Стане Поточар
89. Срђа Прица
90. Миливоје Радовановић Фарбин
91. Добривоје Радосављевић Боби
92. Радомир Радујков
93. Никола Рачки
94. Марко Ристић
95. Пашко Ромац
96. Јанко Рудолф
97. Иван Рукавина
98. Павле Савић
99. Мира Светина
100. Велимир Стојнић
101. Борко Темелковски
102. Војо Тодоровић
103. Мијалко Тодоровић
104. Мате Ујевић
105. Тоне Фајфар, умро децембра 1981.
106. Салко Фејић
107. Мехмед Хоџа
108. Душан Чалић
109. Љиљана Чаловска
110. Едхем Чамо
111. Расим Черкези
112. Родољуб Чолаковић
113. Реис Шакири
114. Исмет Шаћири
115. Владо Шегрт
116. Лидија Шентјурц
117. Михаило Швабић

### Чланови изабрани 1980.
Списак чланова Савета федерације које је 4. новембра 1980. изабрала Скупштина СФРЈ:
1. Коста Нађ

### Чланови изабрани 1982.
Списак чланова Савета федерације које је 21. децембра 1982. изабрала Скупштина СФРЈ: Мандат изабраних чланова трајао је до 21. децембра 1986. године.
1. Димитар Алексиевски
2. Вицко Антић
3. Љупчо Арсов, умро новембра 1986.
4. Љубо Бабић
5. Јулије Белтрам
6. Јаков Блажевић
7. Владан Бојанић
8. Иван Братко
9. Маријан Брецељ
10. Јосип Видмар
11. Олга Врабич
12. Милан Вукасовић
13. Страхил Гигов
14. Вели Дева
15. Анте Дрндић
16. Ратко Дугоњић
17. Драгиша Ивановић
18. Михаило Јаворски
19. Руди Колак
20. Душан Кораћ
21. Милија Ковачевић
22. Сретен Ковачевић
23. Тодо Куртовић
24. Веселинка Малинска
25. Нико Михаљевић
26. Ико Мирковић
27. Елхами Нимани
28. Изидор Папо
29. Мирко Перовић
30. Хакија Поздерац
31. Шукри Рамо
32. Ида Сабо
33. Душан Секић
34. Никола Секулић
35. Танкосава Симић
36. Франц Тавчар
37. Стана Томашевић, умрла јула 1983.
38. Вида Томшич
39. Богдан Црнобрња
40. Мирослав Чангаловић
41. Боро Чаушев
42. Бошко Шиљеговић
43. Милош Шумоња

### Чланови изабрани 1983.
Списак чланова Савета федерације које је 21. јуна 1983. изабрала Скупштина СФРЈ. Мандат изабраних чланова трајао је до 21. јуна 1987. године. 
1. Осман Карабеговић
2. Марин Цетинић

### Чланови изабрани 1984.
Списак чланова Савета федерације које је 28. јуна 1984. изабрала Скупштина СФРЈ: Мандат изабраних чланова трајао је до 28. јуна 1988. године
1. Виктор Авбељ
2. Јанез Випотник
3. Лазар Колишевски
4. Сергеј Крајгер
5. Цвијетин Мијатовић
6. Петар Стамболић
7. Рајко Танасковић
8. Фрањо Херљевић
9. Фадиљ Хоџа

Списак чланова Савета федерације које је 28. децембра 1984. изабрала Скупштина СФРЈ: Мандат изабраних чланова трајао је до 28. децембра 1988. године
1. Нисим Албахари
2. Риста Антуновић
3. Михаило Апостолски
4. Лутво Ахметовић
5. Вера Ацева
6. Бранко Бабич
7. Филип Бајковић, умро фебруара 1985.
8. Влајко Беговић
9. Анка Берус
10. Антун Бибер
11. Иван Божичевић
12. Петар Брајовић
13. Богдан Брецељ, умро септембра 1986.
14. Саво Брковић
15. Иван Ћиро Буковић
16. Иво Вејвода
17. Тодор Вујасиновић, умро марта 1988.
18. Светозар Вукмановић Темпо
19. Леон Гершковић
20. Павле Грегорић
21. Радивој Давидовић Кепа
22. Оскар Давичо
23. Угљеша Даниловић
24. Оскар Данон
25. Мито Димитровски
26. Илија Дошен
27. Блажо Ђуричић
28. Вељко Зековић, умро септембра 1985.
29. Павле Жауцер, умро октобра 1986.
30. Љубо Илић
31. Славко Јаневски
32. Владо Јанић
33. Војин Јауковић
34. Павле Јовићевић, умро априла 1985.
35. Десимир Јововић, умро октобра 1985.
36. Србољуб Јосиповић
37. Анте Јурјевић
38. Јово Капичић
39. Пепца Кардељ
40. Јуро Керошевић, умро маја 1986.
41. Зденка Кидрич
42. Ђуро Кладарин
43. Вељко Ковачевић
44. Славко Комар
45. Блаже Конески
46. Иван Крајачић умро септембра 1986.
47. Вицко Крстуловић умро септембра 1988.
48. Боге Кукановски
49. Милан Купрешанин
50. Михаило Лалић
51. Данило Лекић, умро октобра 1986.
52. Воја Лековић
53. Слободан Марјановић
54. Мома Марковић
55. Илија Матерић
56. Иван Мачек
57. Есад Мекули
58. Милорад Милатовић
59. Милосав Милосављевић, умро децембра 1986.
60. Милка Минић
61. Милутин Морача
62. Карло Мразовић, умро септембра 1987.
63. Андрија Мугоша
64. Драгослав Мутаповић
65. Мара Нацева
66. Радисав Недељковић
67. Милијан Неоричић
68. Војин Николић
69. Пуниша Перовић, умро марта 1985.
70. Димитрије Писковић
71. Крсто Попивода, умро фебруара 1988.
72. Стане Поточар
73. Миливоје Радовановић Фарбин
74. Никола Рачки
75. Јанко Рудолф
76. Иван Рукавина
77. Павле Савић
78. Мира Светина
79. Велимир Стојнић
80. Борко Темелковски
81. Војо Тодоровић
82. Мијалко Тодоровић
83. Мате Ујевић
84. Мехмед Хоџа
85. Душан Чалић
86. Љиљана Чаловска
87. Едхем Чамо
88. Расим Черкези
89. Исмет Шаћири
90. Реис Шакири
91. Михаило Швабић
92. Владо Шегрт
93. Лидија Шентјурц

### Чланови изабрани 1986.
Списак чланова Савета федерације које је 26. марта 1986. изабрала Скупштина СФРЈ. Мандат изабраних чланова трајао до 26. марта 1990. године.
1. Мишо Павићевић

Списак чланова Савета федерације које је 26. децембра 1986. изабрала Скупштина СФРЈ. Мандат изабраних чланова трајао је до 26. децембра 1990. године
1. Вицко Антић
2. Љубо Бабић
3. Милутин Балтић
4. Димче Беловски
5. Јулије Белтрам, умро јануара 1989.
6. Стипе Билан
7. Јуре Билић
8. Јаков Блажевић
9. Душан Богданов
10. Иван Братко
11. Маријан Брецељ, умро јануара 1989.
12. Томе Буклески
13. Јосип Видмар
14. Тихомир Влашкалић
15. Олга Врабич
16. Антон Вратуша
17. Милан Вукасовић
18. Страхил Гигов
19. Александар Грличков
20. Вели Дева
21. Нијаз Диздаревић, умро априла 1989.
22. Анте Дрндић
23. Васка Дуганова
24. Ратко Дугоњић, умро јуна 1987.
25. Драгиша Ивановић
26. Михаило Јаворски
27. Иво Јеркић
28. Хајрудин Капетановић
29. Данило Кекић
30. Никола Кмезић
31. Вјера Ковачевић
32. Милија Ковачевић
33. Сретен Ковачевић
34. Душан Кораћ
35. Иван Кукоч
36. Тодо Куртовић
37. Драгослав Марковић
38. Љубисав Марковић
39. Стојан Миленковић
40. Ико Мирковић
41. Нико Михаљевић
42. Изидор Папо
43. Мирко Перовић
44. Хакија Поздерац
45. Зоран Полич
46. Митја Рибичич
47. Ида Сабо
48. Душан Секић
49. Никола Секулић
50. Танкосава Симић
51. Франц Тавчар
52. Вида Томшич
53. Илија Топаловски
54. Маријан Цветковић, умро септембра 1990.
55. Богдан Црнобрња, поднео оставку новембра 1989.[27]
56. Мирослав Чангаловић
57. Боро Чаушев
58. Ристо Џунов
59. Мијушко Шибалић
60. Бошко Шиљеговић, умро марта 1990.
61. Бранислав Шкембаревић
62. Мика Шпиљак
63. Милош Шумоња
64. Владо Шћекић

### Чланови изабрани 1987.
Списак чланова Савета федерације које је 30. јуна 1987. изабрала Скупштина СФРЈ. Мандат изабраних чланова требао је да траје до 30. јуна 1991, али је престао 1. јануара 1991. на основу уставних амандмана, усвојених 25. новембра 1988. којима је рад Савета федерације престао 1. јануара 1991. године.
1. Осман Карабеговић
2. Марин Цетинић

### Чланови изабрани 1988.
Списак чланова Савета федерације које је 30. јуна 1988. изабрала Скупштина СФРЈ. Мандат изабраних чланова требао је да траје до 30. јуна 1992, али је престао 1. јануара 1991. на основу уставних амандмана, усвојених 25. новембра 1988. којима је рад Савета федерације престао 1. јануара 1991. године.
1. Виктор Авбељ
2. Јанез Випотник
3. Лазар Колишевски
4. Цвијетин Мијатовић
5. Петар Стамболић
6. Фрањо Херљевић